# Neotrichoporoides algericus
Neotrichoporoides algericus är en stekelart som beskrevs av Kostjukov 2004. Neotrichoporoides algericus ingår i släktet Neotrichoporoides och familjen finglanssteklar.
Artens utbredningsområde är Algeriet. Inga underarter finns listade i Catalogue of Life.